# Ховен, Василий Егорович (контр-адмирал)
Барон Василий (Вильгельм Людвиг) Егорович Ховен (нем. Wilhelm Ludvig von der Howen; 1824—1889) — российский контр-адмирал.

## Биография
Родился 6 (18) августа 1824 года в Санкт-Петербурге. Происходил из лифляндского дворянского рода Ховен; его отец, полковник Егор Христофорович Ховен (Херманн Георг; 1789—1868); мать, Софья Ивановна Высоцкая (1802 — 06.02.1863, Ревель), из дворян Полтавской губернии. В семье было 11 детей: одна дочь (Елизавета) — от первого брака отца на Марии Михайловне Соколовской, воспитаннице Смольного института благородных девиц. Брат, Николай Егорович Ховен (1836—1906) — генерал-лейтенант; одна из дочерей, Мария (1832—1919), была замужем за Константином Ивановичем Григоровичем (1802—1870) и у них родился ставший последним морским министром Российской империи Иван Константинович Григорович.
С 12 марта 1841 года — юнкер, с 11 апреля 1843 года — мичман, с 3 апреля 1849 года — лейтенант, с 17 октября 1860 года — капитан-лейтенант, с 27 февраля 1863 года — капитан, с 1 января 1871 года — капитан 1-го ранга. Был уволен от службы по предельному возрасту с производством в контр-адмиралы 20 мая 1885 года.
Умер 9 (21) февраля 1889 года в Ревеле (по другим сведениям — 02.01.1896). Был похоронен на Александро-Невском кладбище в Ревеле.
Был женат на Ольге Платоновне Ламберд де Ансай (1839—1901).
По документам значился как фон дер Говен, хотя подписывался он через Х, как и его брат Николай. А сын — Сергей Васильевич — уже в документах о поступлении в Морское училище значился как фон дер Ховен.